# Fokker Dr.I
Fokker Dr.I Dreidecker (máy bay ba tầng cánh) là một loại máy bay tiêm kích trong Chiến tranh thế giới I, do Fokker-Flugzeugwerke chế tạo.

## Biến thể
- V.4
- V.5
- V.6
- V.7

## Quốc gia sử dụng
German Empire
- Luftstreitkräfte

## Tính năng kỹ chiến thuật (Dr.I)
Dữ liệu lấy từ Quest for Performance
Đặc điểm tổng quát
- Tổ lái: 1
- Chiều dài: 5,77 m (18 ft 11 in)
- Sải cánh: 7,20 m (23 ft 7 in)
- Chiều cao: 2,95 m (9 ft 8 in)
- Diện tích cánh: 18,70 m² (201 ft²)
- Trọng lượng rỗng: 406 kg (895 lb)
- Trọng lượng có tải: 586 kg (1.292 lb)
- Động cơ: 1 × Oberursel Ur.II, 82 kW (110 hp)

 Hiệu suất bay 
- Vận tốc cực đại: 185 km/h trên mực nước biển (115 mph trên mực nước biển)
- Thất tốc: 72 km/h (45 mph)
- Tầm bay: 300 km (185 mi)
- Trần bay: 6.095 m (20.000 ft)
- Vận tốc leo cao: 5,7 m/s (1.130 ft/phút)

Trang bị vũ khí

- 2 × súng máy "Spandau" lMG 08 7,92 mm (.312 in)